# Органоїд

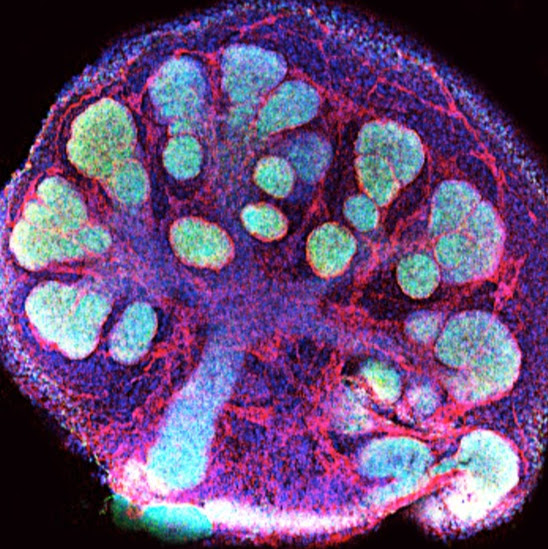
Вирощування in vitro ембріональної слинної залози миші для трансплантації

Органоїд — це мініатюрна та спрощена тривимірна версія органу, створена in vitro, яка імітує ключову функціональну, структурну та біологічну складність цього органу.
Органоїди — це тривимірні (3D) клітинні структури, які походять зі стовбурових клітин або тканиноспецифічних клітин-попередників, і точно імітують мікроархітектуру та функціональність конкретних органів або тканин в організмі людини чи тварини.

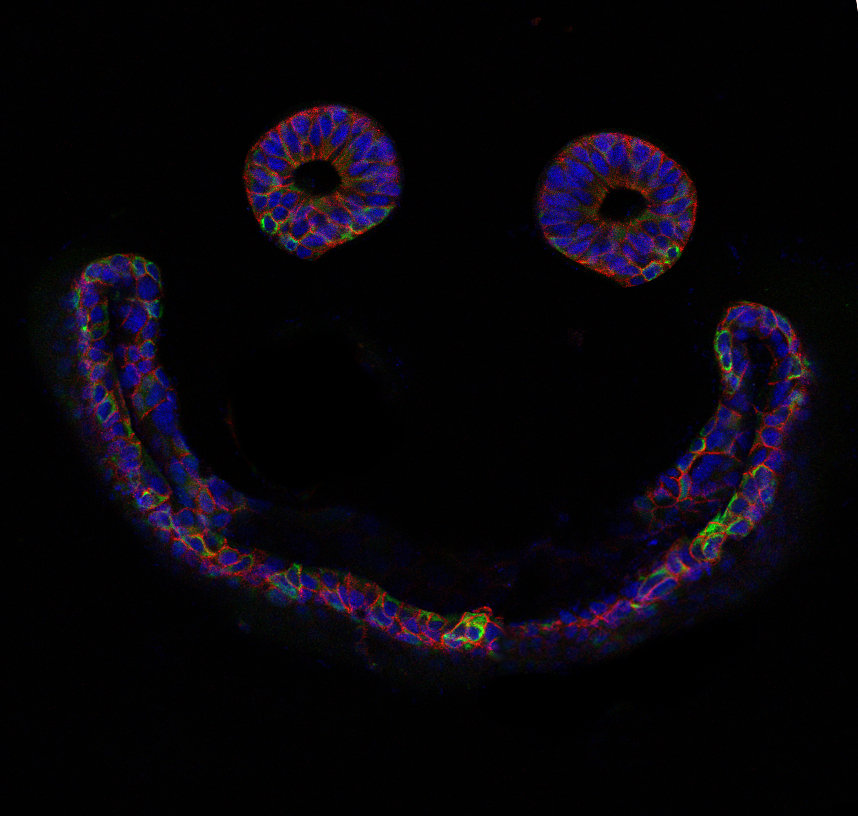
Флуоресцентна мікрофотографія органоїдів миші

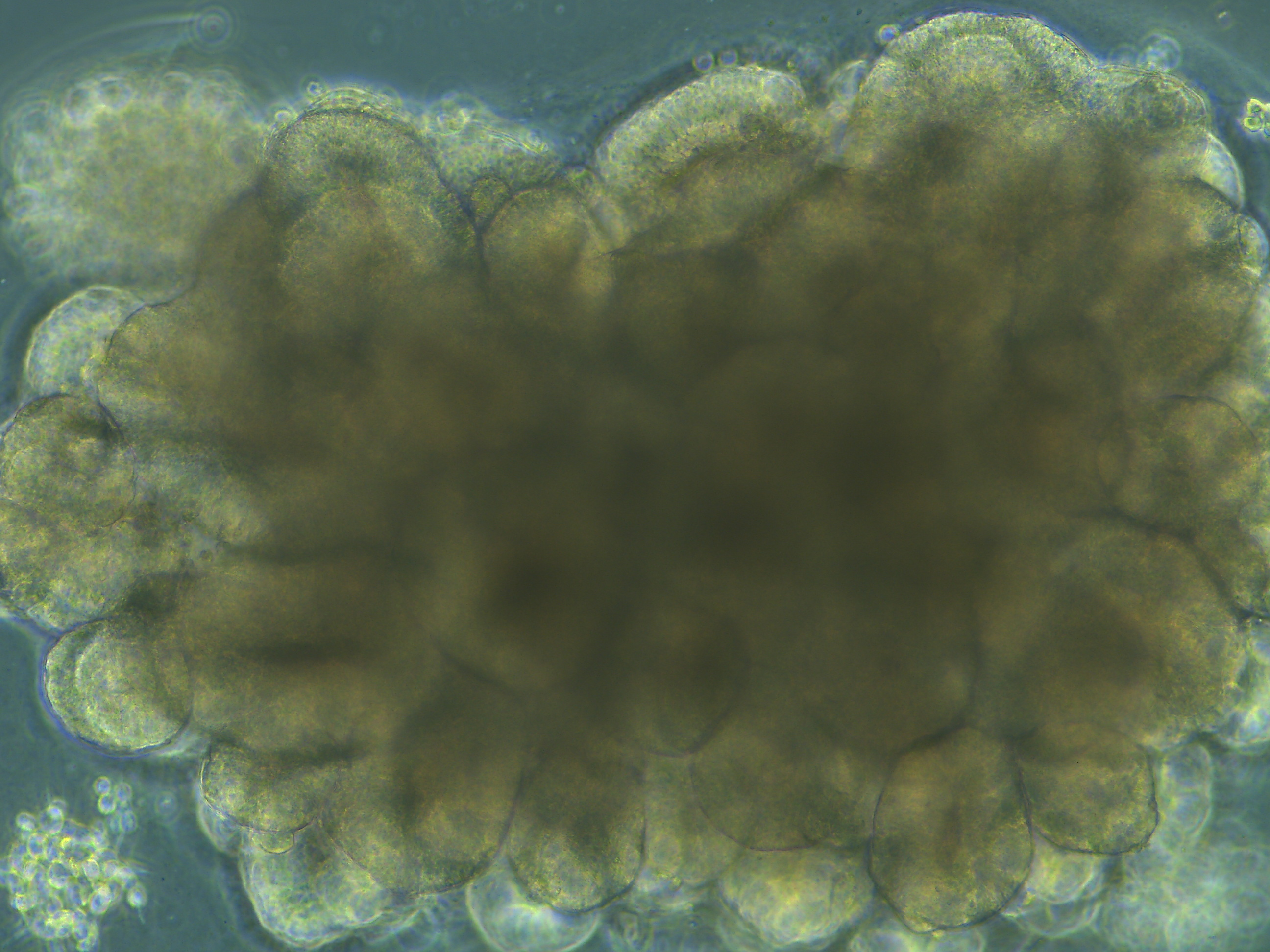
Церебральні органоїди людини під час розвитку.

Науковці біомедицини та біомедичні інженери використовують органоїди для вивчення нормального розвитку, моделювання захворювань у лабораторії, відкриття та розробки ліків, персоналізованої діагностики та медицини, регенеративної медицини, клітинної терапії стовбуровими клітинами, тканинної інженерії та досліджень можливостей друку органів.

## Історія

### Ранні експерименти (1900-ті)
Культивування органоїдів міцно базується на методології 3D-культивування клітин, розробленій протягом останнього століття. Ще в 1906 році так званий «метод висячої краплі» дозволяв культивувати клітини в 3D.
Одночасно дослідники вивчали здатність дисоційованих клітин до регенерації. Спроби створити органи in vitro розпочалися з одного з перших експериментів «дисоціації-реагрегації», коли Генрі Ван Пітерс Вілсон у 1907 році продемонстрував, що механічно дисоційовані клітини губки можуть реагрегуватись та самоорганізовуватися для створення цілого організму. Вілсон показав, що губки можна розщепити на окремі клітини, які здатні повторно асоціюватися в тканиноподібні структури. Те ж саме, пізніше, показали на прикладі кишковопорожнинних у 1914 році та ембріональних клітин амфібій у 1940-х роках.

### 1920-1970-ті роки
У 1920-х роках увага дослідників зосередилась на ембріології, зокрема на морфогенезі кінцівок, що призвело до розвитку трубчастих культур і методу годинникового скла. Трубчасті культури передбачали вирощування тканин на увігнутій скляній поверхні, на яку вбудовували та культивували фрагменти тканин або зачатки органів. Метод годинникового скла, запроваджений Феллом і Робісоном у 1929 році, використовував увігнуту скляну поверхню, що утримує плазмовий згусток для культивування фрагментів тканини.
До 1950-х років різні органи успішно культивували in vitro, хоча й з обмеженнями. В основному дослідники працювали над тим, щоб уникнути міграції клітин із зразка тканини, намагалися оптимізувати умови газообміну, зменшити некроз. Метод лінзового паперу також дозволив культивувати тонкі зрізи органів протягом цього періоду.
На початку 1950-х років робота Москона з кінцівками курячого ембріона та зачатками нирок привела до створення методів ферментативного травлення, суспензійної культури та реагрегації клітин.
Також, у цю епоху почали з’являтися методи культури на основі колагену. У 1930-х роках Хузелла експериментував з культивуванням клітин на волокнистому колагені. Значний розвиток відбувся в 1956 році, коли Роберт Ерманн і Джордж Гей представили метод відновлення колагену, вилученого з сухожиль щурячого хвоста, у вигляді прозорого гелю. Це нововведення полегшило культивування різних клітинних ліній і тканин, покращуючи їх виживання. Роком пізніше, Ласфарг створив метод, використовуючи колагеназу для дисоціації тканини молочної залози дорослої миші, утворюючи органоїди молочної залози (фрагменти проток), позбавлені фібробластів і адипоцитів. Це було передумовою, яка згодом призвела до створення методу отримання мільйонів життєздатних гепатоцитів Беррі та Френдом у 1969 році шляхом перфузії печінки цією самою колагеназою.
У 1970-х роках дослідники помітили, що зміна фізичний вплив на субстрат та клітини може викликати специфічну диференціацію клітин. В той же час, Річард Сварм і його команда працювали над позаклітинним матриксом хондросарком, виділяючи з них гель з характеристиками базальної мембрани, відомий нині як Матригель. Цей гель, багатий ламініном, колагеном IV і фібронектином, зіграв вирішальну роль у вдосконаленні методів культивування органоїдів.

### 1980-2010-ті роки
1980-ті роки ознаменували значний прогрес у біології стовбурових клітин. Виділення та характеристика ембріональних стовбурових клітин (ЕСК) були ключовими досягненнями в цю епоху. ЕСК, з їх потенціалом створювати різноманітні типи клітин, надихнули дослідників досліджувати їх корисність у створенні органоподібних структур.
Не менш вагомими дослідженнями для галузі органоїдів були дослідження впливу культурального середовища чи позаклітинного матриксу на диференціацію клітин. Декілька таких досліджень в 1980-х роках показали значну роль позаклітинного матриксу у регуляції експресії генів та морфогенезу. Подальші дослідження 1990-х років пролили ще більше світла на роль позаклітинного матриксу в диференціації клітин та утворенні тканиноподібних структур, зокрема на взаємодію позаклітинного матриксу з рецепторами клітин інтегринами, що призводить до каскаду реакцій, змінюючих експресію генів та диференціацію клітин.
Подальші дослідження показали, що морфогенез залежить від взаємодії факторів росту, морфогенів і матриксних металопротеїназ, а також від геометрії тканин.
У 2006 році Яков Нахміас і Девід Одде продемонстрували самозбірку судинних органоїдів печінки, які підтримувалися протягом понад 50 днів in vitro. У 2008 році Йошікі Сасаї та його команда з інституту RIKEN продемонстрували, що стовбурові клітини можливо перетворити на кульки нервових клітин, які самоорганізуються в характерні шари. У 2009 році Сато та команда опублікували в Nature своє дослідження, в якому вони використали стовбурові клітини, які експресують LGR5, ізольовані із первинної кишкової тканини, і показали, що ці стовбурові клітини можуть клонально генерувати архітектуру крипт-ворсинок у 3D-культурі. Базуючись на літературі про молочні залози, згаданій раніше, ці автори також використовували Matrigel для проведення своїх 3D культур і доповнювали їх факторами, необхідними для росту епітелію кишки. Були створені органоїди, що складаються з центрального просвіту, вистеленого ворсинчастим епітелієм, і кількох оточуючих криптоподібних доменів. Потім ця методологія була успішно використана в культурах шлунка, підшлункової залози, товстої кишки та печінки. Мишачі та людські ембріональні стовбурові клітини (ЕСК) також використовувалися для генерування органоїдів in vitro, таких як поляризована кортикальна тканина мозку та зорові чаші. Також, у 2010 році було продемонструвано виробництво ниркових органоїдів із реногенних стовбурових клітин мишачого плоду.

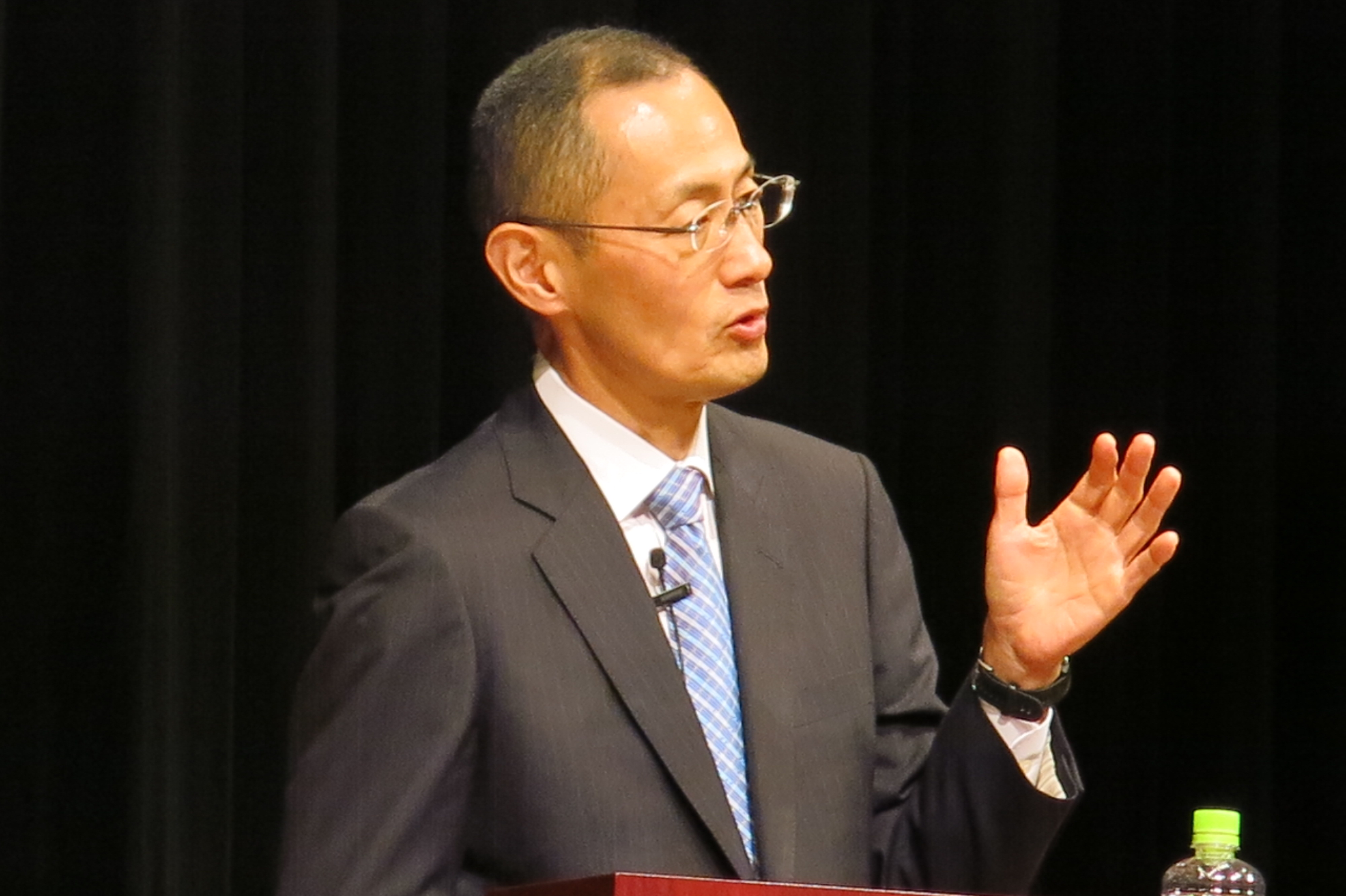
Лекція Нобелевського лауреата з фізіології та медицини Сін'я Яманака «Нова ера медицини з клітинами iPS — послання майбутнім вченим» (2012)

Індуковані плюрипотентні стовбурові клітини, отримані завдяки епігенетичному перепрограмуванню, які стали науковим проривом у 2006 році, за який Сін'я Яманака та Джон Гердон отримали Нобелівську премію з хімії у 2012 році, стали також додатковим інструментом для вивчення морфогенезу і, згодом, стали одним з основних джерел клітин для конструювання органоїдів.
У 2013 році Ланкастер з командою створили метод культивування, який дозволив генерувати церебральні органоїди з індукованих плюрипотентних стовбурових клітин, отриманих із фібробластів шкіри.
У 2014 році Цюнь Ван і його колеги розробили гелі на основі колагену-I та синтетичні спінені біоматеріали для культивування та доставки кишкових органоїдів, і інкапсулювали функціоналізовані ДНК наночастинки золота в кишкові органоїди, щоб сформувати механізм для доставки ліків і генотерапії. Також, у 2014 році було продемонстровано, що серцево-судинні органоїди можуть утворюватися з ЕСК шляхом модуляції жорсткості субстрату, до якого вони прилипають. Крім того, у 2014 році були створені перші органоїди сітківки.
У 2015 році Такебе з командою продемонстрували узагальнений метод формування зачатка органу з різноманітних тканин шляхом поєднання специфічних тканин-попередників, отриманих із плюрипотентних стовбурових клітин, або відповідних зразків тканини з ендотеліальними клітинами та мезенхімальними стовбуровими клітинами.
У 2017 році була запропонована нова методика утворення церебральних органоїдів, а журнал Nature Methods визнав органоїди «Методом року 2017».
Загалом, у 2010-х роках спостерігався значний сплеск досліджень органоїдів та їх використання для моделювання нормального розвитку чи розвитку захворювань, для розробки й тестування ліків, та для регенеративної медицини.

### 2020-сучасність
Через значний потенціал використання органоїдів в багатьох галузях біомедицини, кількість досліджень органоїдів щороку збільшується, порівняно з початком 2010-х, — експоненційно.
- 2021 — отримані з ембріональних стовбурових клітин людини церебральні органоїди успішно трансплантовані в місця контрольованого травматичного ураження головного мозку мишей. Трансплантовані органоїди вижили та диференціювалися в різні типи нейрональних клітин, утворювали нові зв'язки та демонстрували спонтанну активність; також були виявлені індукована васкуляризація та зменшення гліального рубця. Що більш важливо, просторове навчання та пам’ять мишей покращилися після трансплантації органоїдів. Ці висновки засвідчили про те, що церебральний органоїд, імплантований у місця травматичного ураження є потенційним терапевтичним методом для ЧМТ.[75]
- 2022 — коркові церебральні органоїди, отримані зі стовбурових клітин людини й трансплантовані в соматосенсорну кору новонароджених безтимусних щурів, розвивають зрілі типи клітин, які інтегруються в сенсорні та мотиваційні нейронні схеми.[76] В кінці грудня було опубліковане дослідження, що показало успішну інтеграцію мозкових органоїдів з зоровою корою миші.[77]
- 2023 — органоїди людського мозку знову були успішно інтегровані з зоровою системою дорослого щура після трансплантації у великі пошкоджені порожнини в зоровій корі.[78] Дослідження показало успішне відновлення функції після інтеграції мозкового органоїда в ділянку ішемічного інсульту миші.[79] Також було представлено прецизійну роботизовану платформу культур клітин Cell X для ефективного виробництва специфічних для пацієнта іПСК і органоїдів сітківки, демонструючи потенціал для клінічного конвеєрного виробництва іПСК для аутологічної заміни клітин сітківки[80]; пізніше в серпні було представлено ще одну технологію автоматизованого друку органоїдів для тестування та скринінгу ліків[81]. У серпні вийшло дослідження, що описує успішну трансплантацію щурам серцевих органоїдів, сконструйованих з електропровідними кремнієвими нанодротами, в місця ураження інфарктом міоркарда, що сприяло значному функціональному відновленню серця.[82]

## Властивості

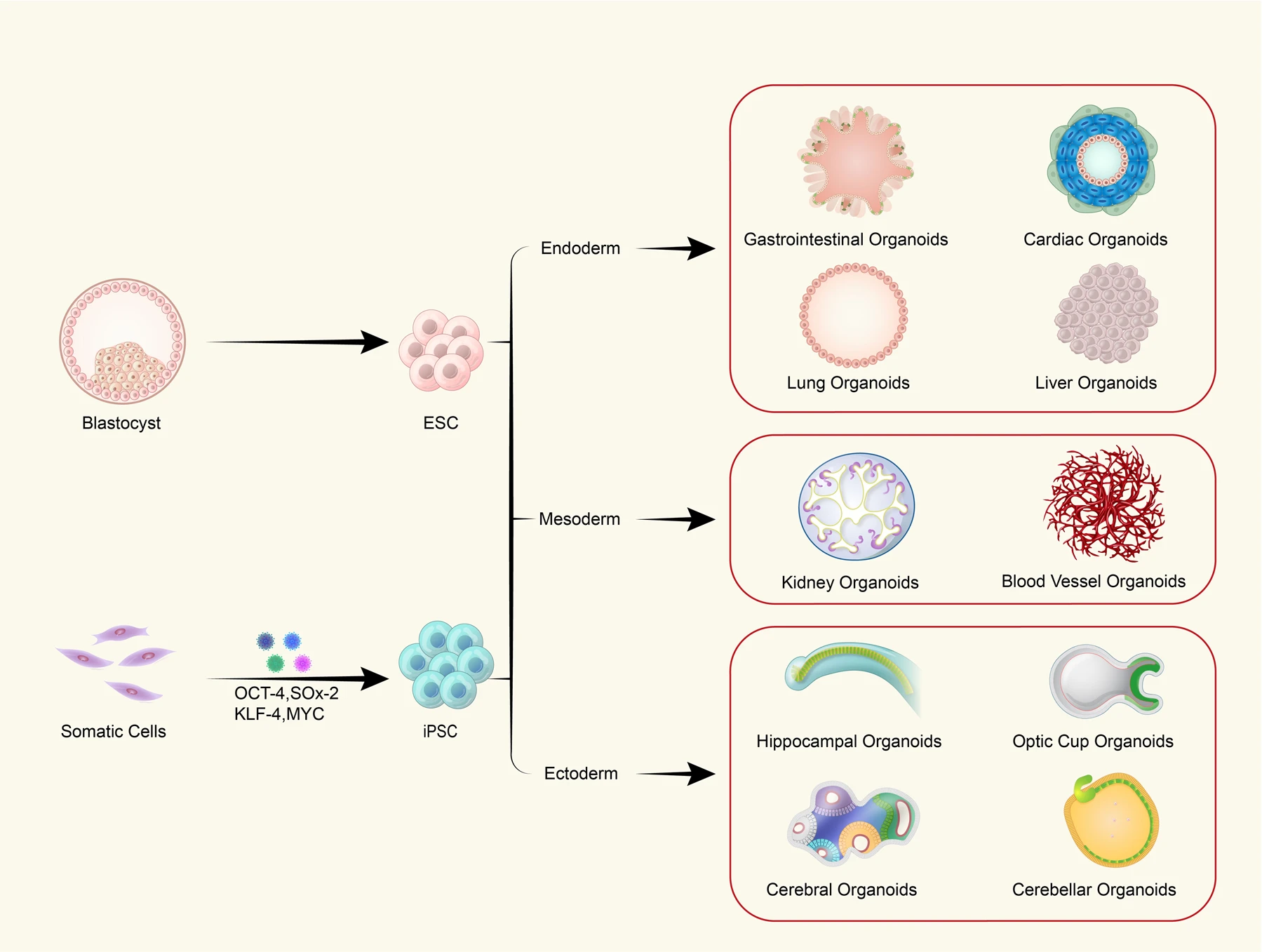
Схематичне зображення різних органоїдів

Органоїди, культивовані зі стовбурових клітин або тканиноспецифічних попередників, є тривимірними структурами, що відображають структуру та функціональність реальних органів. До них основних властивостей відносяться:
- клітинна гетерогенність, що дозволяє вивчати складні процеси та захворювання;
- самоорганізація, що дозволяє відтворювати органоподібні структури;
- і функціональність, що імітуює фізіологію органів для дослідження функцій органів, механізмів захворювання та реакції на ліки.

Ланкастер і Кнобліх визначають органоїд як сукупність органоспецифічних типів клітин, які розвиваються зі стовбурових клітин або органів-попередників, самоорганізуються шляхом сортування клітин і просторово обмежені подібно до in vivo, і демонструє наступні властивості:
- органоїд має кілька органів-специфічних типів клітин;
- органоїд здатний повторювати деякі специфічні функції органу (наприклад, скорочення, нервова активність, ендокринна секреція, фільтрація, виділення);
- його клітини згруповані разом і просторово організовані, подібно до органу.

## Розробка органоїдів
Розробка органоїдів включає складний процес, який спрямований на повторення складних структур і функцій різних тканин і органів у контрольованому лабораторному середовищі.

### Способи утворення органоїдів

#### 2D проти 3D культурних систем
Утворення органоїдів може відбуватися як у двовимірних (2D), так і в тривимірних (3D) культуральних системах. У той час як 2D-культури використовувалися для деяких ранніх досліджень, 3D-культури набули популярності завдяки їхній здатності більш точно відтворювати середовище in vivo. У 3D-режимі клітини взаємодіють одна з одною та навколишньою матрицею таким чином, що точно імітує природну архітектуру тканин, у результаті чого утворюються органоїди, які краще повторюють фізіологічні функції.

#### Похідні зі стовбурових клітин проти первинних органоїдів, отриманих із тканин

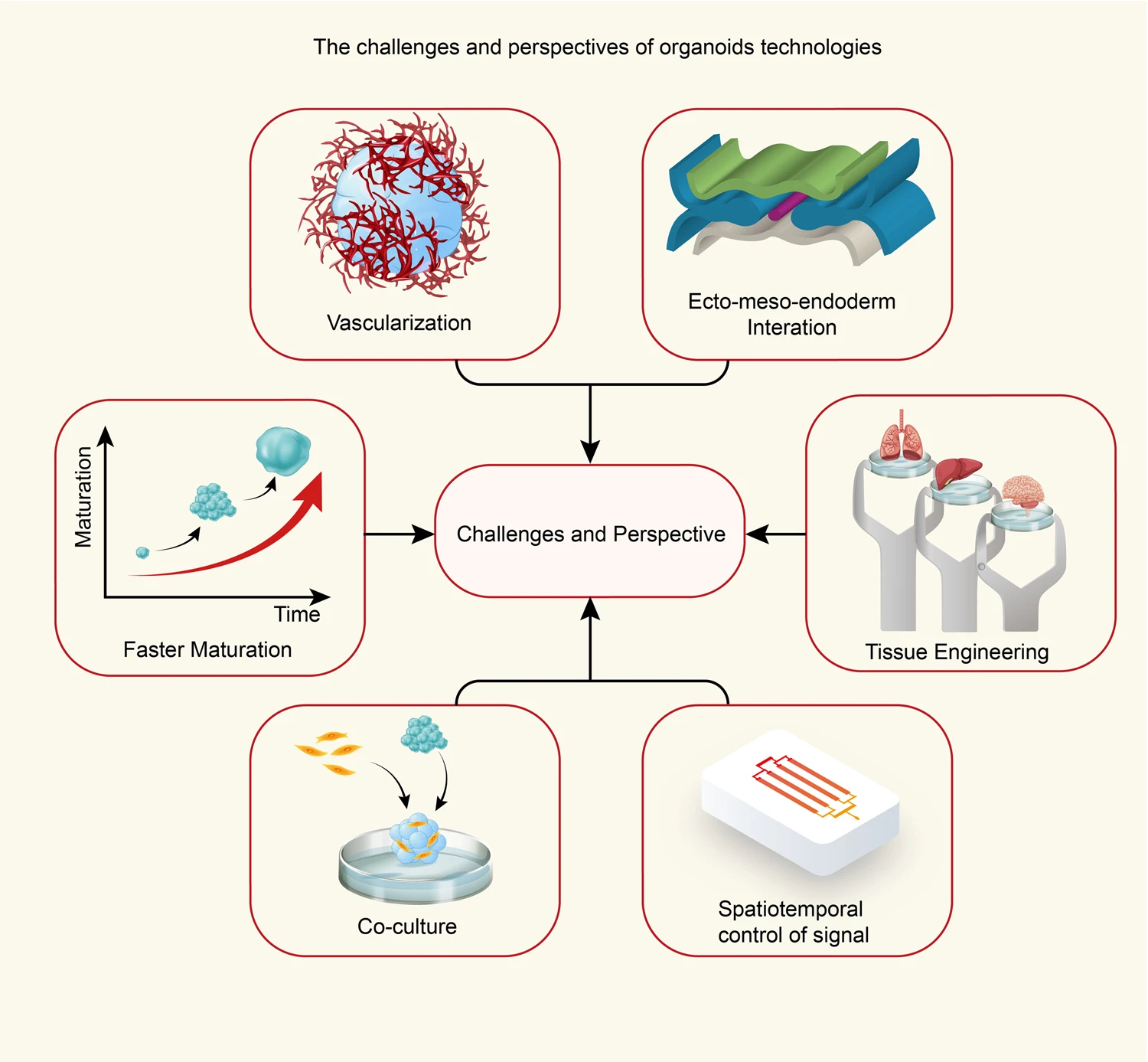
Сучасні виклики технологій виробництва органоїдів

Органоїди можуть бути створені або зі стовбурових клітин, або з первинних зразків тканин. Органоїди, отримані зі стовбурових клітин, часто з індукованих плюрипотентних стовбурових клітин (iPSC) методом епігенетичного перепрограмування, пропонують перевагу плюрипотентності та можуть бути спрямовані на диференціацію в різні типи клітин. Навпаки, первинні органоїди — це такі, що отримані з тканин in vivo. Обидва підходи мають свої переваги: органоїди, отримані зі стовбурових клітин, забезпечують масштабованість і можливість вивчати більш широкий спектр тканин, тоді як органоїди, отримані з первинних тканин, зберігають генетичні та фенотипові характеристики вихідної тканини.

#### Матрикси та фактори росту
Вибір позаклітинного матриксу і факторів росту відіграє вирішальну роль у формуванні органоїдів. Компоненти позакрітинного матриксу, такі як Матригель, колаген або ламінін, забезпечують структурну підтримку та біохімічні сигнали, необхідні для клітинної адгезії, проліферації та диференціації. Фактори росту, такі як агоністи Wnt і BMP, часто використовуються для спрямування конкретних шляхів розвитку під час дозрівання органоїдів. Ці матрикси та фактори вибираються на основі типу тканини та бажаних характеристик органоїдів.
Колоїдні фотонні кристали пропонують численні переваги для органоїдної інженерії, включаючи їх унікальні структури, можливості оптичного маніпулювання, універсальність функціональності та легкість інтеграції в стандартизовані виробничі процеси.

#### Тканиноспецифічні мікрооточення
Однією з ключових детермінант успішного формування органоїдів є відновлення тканиноспецифічного мікросередовища. Ці мікросередовища складаються з унікальних комбінацій компонентів позаклітинного матриксу, факторів росту та міжклітинних взаємодій. Дослідники ретельно розробляють умови культивування, щоб відтворити ці мікросередовища, дозволяючи органоїдам розвиватися у спосіб, який дуже нагадує їх аналоги in vivo. Цей підхід відіграв важливу роль у створенні органоїдів, які повторюють структуру та функції різних органів, включаючи мозок, кишка, печінку, нирки, підшлункову залозу, легені, серце, судини, сітківку, внутрішнє вухо та інші.

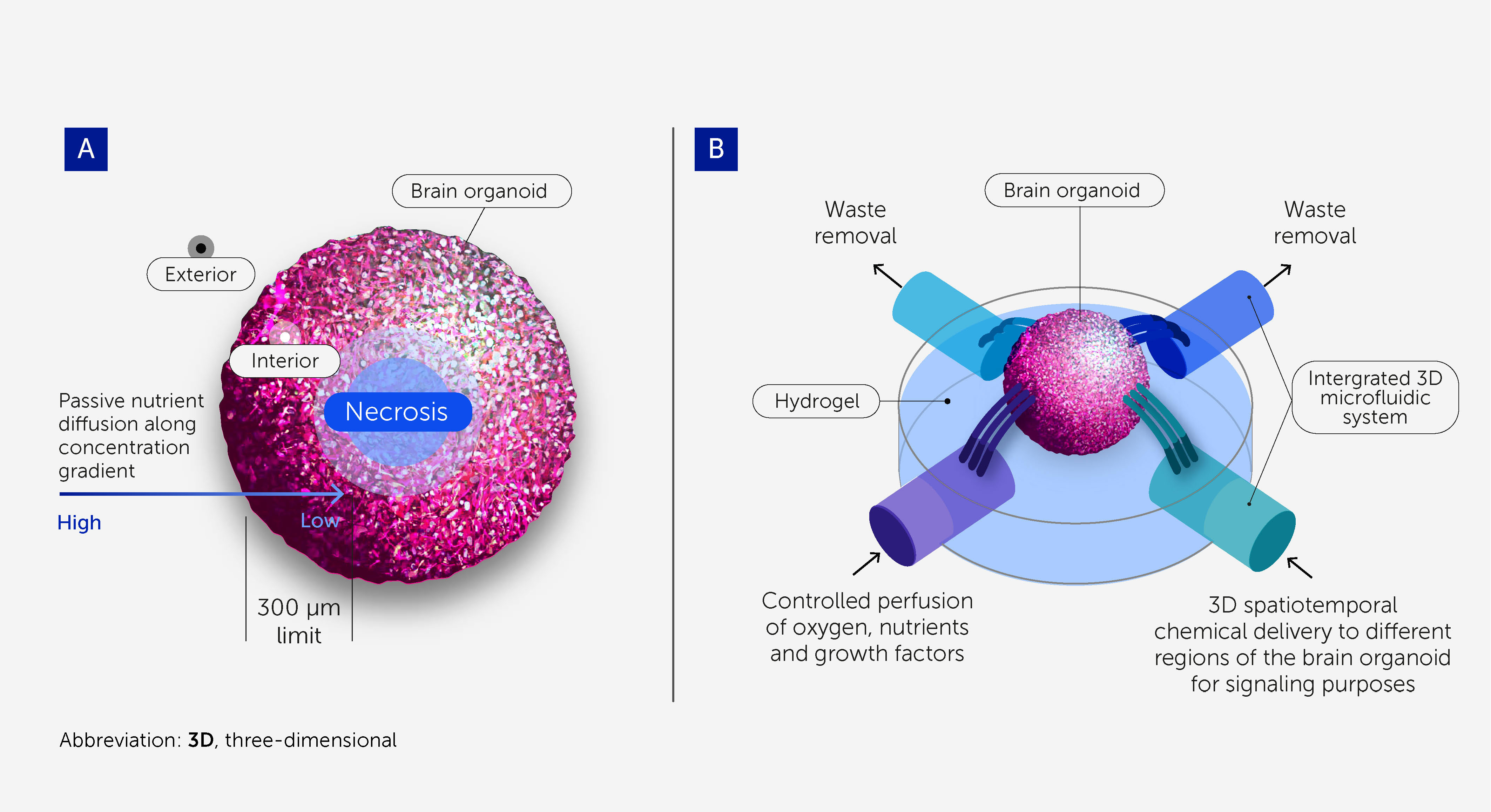
3D мікрофлюїдні пристрої для підтримки масштабованості та довгострокового гомеостазу органоїдів мозку

### Досягнення в технології утворення органоїдів
Останні досягнення в техніці утворення органоїдів розширили масштаб і можливості цієї галузі. Ці інновації включають інтеграцію мікрофлюїдики для точного контролю умов культивування, розробку систем органоїд-на-чипі для високопродуктивного скринінгу (див. також Орган на чипі), різноманітні підходи генетичної інженерії, застосування штучного інтелекту та машинного навчання для покращеного аналізу органоїдів, та, навіть, створення роботизованих автоматичних систем для масового виробництва іПСК та органоїдів. Ці передові технології мають потенціал для прискорення дослідження органоїдів та їх застосування в тканинній інженерії, регенеративній медицині, персоналізованій медицині та відкритті ліків.

## Типи органоїдів

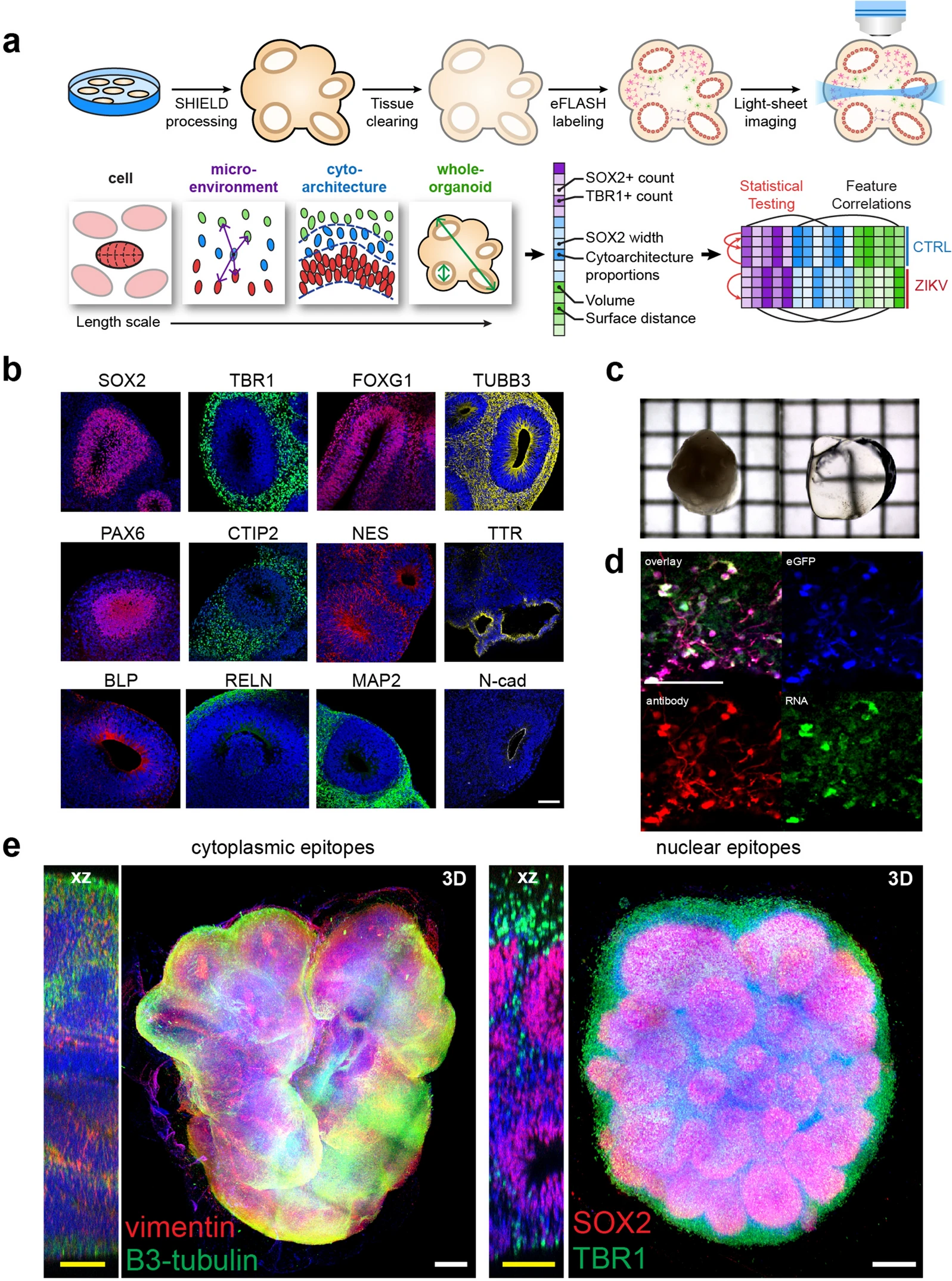
Мультимасштабний багатовимірний аналіз церебральних органоїдів

Багато різних структур органів були повторені за допомогою органоїдів.

### Церебральний органоїд
Церебральний органоїд — це органоїд головного мозку, на поточному етапі розвитку — певної його регіон-специфічної ділянки, як-от кора чи передній мозок. Органоїди головного мозку відіграють важливу роль у вивченні нормального та патологічного нейророзвитку, моделюванні захворювань мозку, таких як хвороба Альцгеймера та хвороба Паркінсона, дослідженні впливу ліків на нервову тканину, і також відкривають значні можливості для інженерії нервової тканини та регенеративної медицини травм головного мозку, інсульту, нейродегенеративних хвороб тощо.

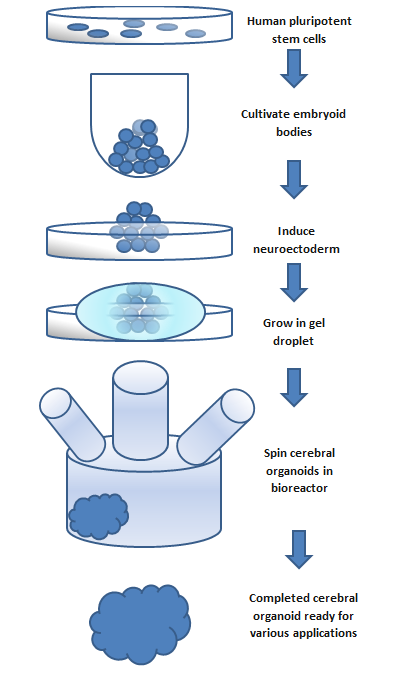
Схема створення церебральних органоїдів

Перші церебральні органоїди були створені в 2013 році шляхом культивування плюрипотентних стовбурових клітин людини в тривимірній структурі за допомогою ротаційного біореактора та розвивались протягом місяців. А вже через 8 років у преклінічному досліджені на тваринах було показано, що церебральні органоїди можуть відновити функцію в уражених травмою чи інсультом ділянках головного мозку.

#### Типи
Існує багато типів церебральних органоїдів, які імітують певний регіон мозку і відрізняються типами клітин та іншими характеристиками, й використовуються для різних цілей.
Серед цих типів окремо виділяють асемблоїди — це злиті органоїди, специфічні для регіону, які намагаються повторити міжрегіональні та міжклітинні взаємодії, а також розвиток нейронних ланцюгів шляхом поєднання кількох областей мозку та/або ліній клітин.
Крім того, окремо виділяють більш прогресивний тип органоїдів — васкуляризований, тобто, з наявною кровоносною системою, що забезпечує кровопостачання клітин, необхідне для нормального функціонування клітин при довготривалих дослідженнях. Окрім доставки кисню та живлення, накопичені докази свідчать про те, що судинна система мозку регулює нейронну диференціацію, міграцію та формування контурів під час розвитку.

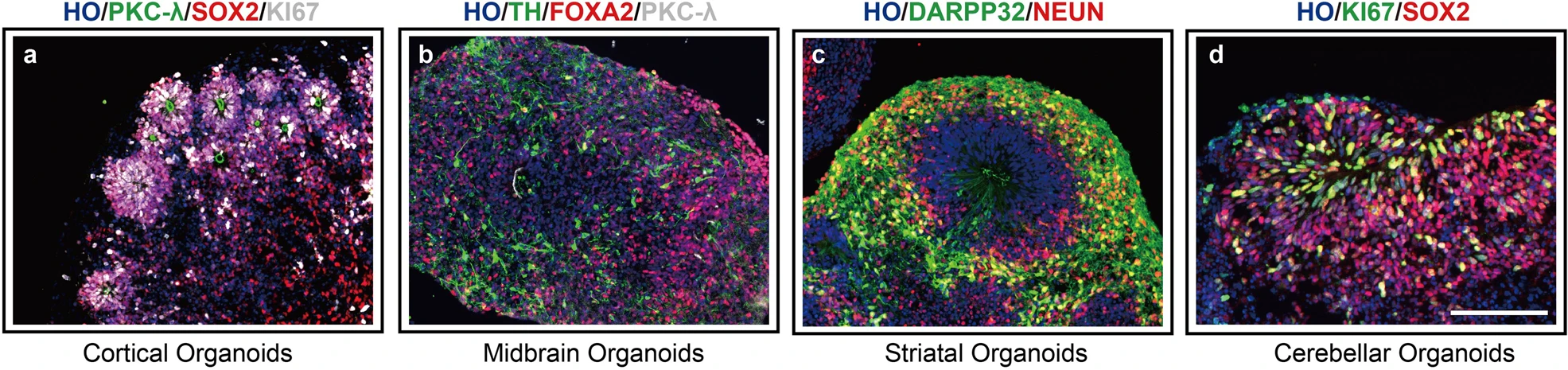
Імунофлуоресцентне зображення різних типів кортикальних органоїдів, вирощених з плюрипотентних стовбурових клітин

Огляд 2022 року та огляд 2023 року та кілька інших статей зазначених далі виділяють наступні типи органоїдів: олігокортикальні сфероїди, кортикальні сфероїди, органоїди середнього мозку, гіпоталамічні органоїди, органоїди сітківки та мультиокулярні органоїди, органоїди переднього мозку, асемблоїди переднього мозку, органоїди з мікроглією, нейросфери, астероїди (з астроцитів), мієлінізовані органоїди (мієліноїди) та деякі інші.

#### Застосування

##### Моделювання захворювань та скринінг ліків
Фармацевтичні компанії та наукові колективи використовують церебральні органоїди для скринінгу та розробки ліків через їхні характеристики максимально наближені до in vivo.
Основні поточні дослідження церебральних органоїдів в моделюванні хвороб та тестування ліків для них направлені на дослідження таких патологій:
- Патології нейророзвитку (розлади аутистичного спектра[182][183], мікроцефалія[184], синдром Ретта[185][186], синдром Ангельмана[187][188], туберозний склероз[189][190] та ін.[92][191][192])
- Нейродегенеративні хвороби (хвороба Альцгеймера[193][194][195][196][197], хвороба Паркінсона[154][198][199][200], бічний аміотрофічний склероз[201][176], розсіяний склероз[202][203], хвороба Гантінгтона[204][205][206], хвороба Кройцфельда-Якоба[207] та ін.[92][208])
- Психіатричні розлади (депресивні розлади[209][210], шизофренія[211][212], біполярний афективний розлад[213][214] та ін.[215][216][217])
- Пухлини мозку (гліобластома[218][219][220], медулобластома[221][222], менінгіома[223][224][225] та ін.[226][227])
- Інфекційні захворювання ЦНС (малярія[228][229], вірус Зіка[230][231], SARS-CoV-2[232][233], Японський енцефаліт[234], вірус простого герпесу[172][235] та ін.[236][237])

Крім того, органоїди досліджуються на вплив екзогенних хімічних речовин, таких як забруднюючі речовини, токсини, ліки та промислові хімікати на здоров'я мозку.

##### Персоналізована медицина та індивідуальне лікування
Церебральні органоїди мають великі перспективи в галузі персоналізованої медицини. Отримавши органоїди з іПСК окремих пацієнтів, дослідники можуть створити індивідуальні моделі пацієнтів для вивчення механізмів захворювання та тестування персоналізованих стратегій лікування. Такий підхід дозволяє проводити більш адаптоване та ефективне терапевтичне втручання, особливо у випадках рідкісних генетичних розладів і станів із значним генетичним компонентом.
Сучасні дослідження також фокусуються на використанні органоїдів мозку для досліджень в персоналізованій медицині в поєднанні з різними передовими методами, такими як редагування генома (CRISPR-Cas9), інтегративний мультиоміксний аналіз, 3D очищення мозкової тканини та передових систем візуалізації методом конфокальної мікроскопії. Також, перспективним вважається поєднання машинного навчання та моделювання органоїдів мозку для цілей персоналізованої медицини.

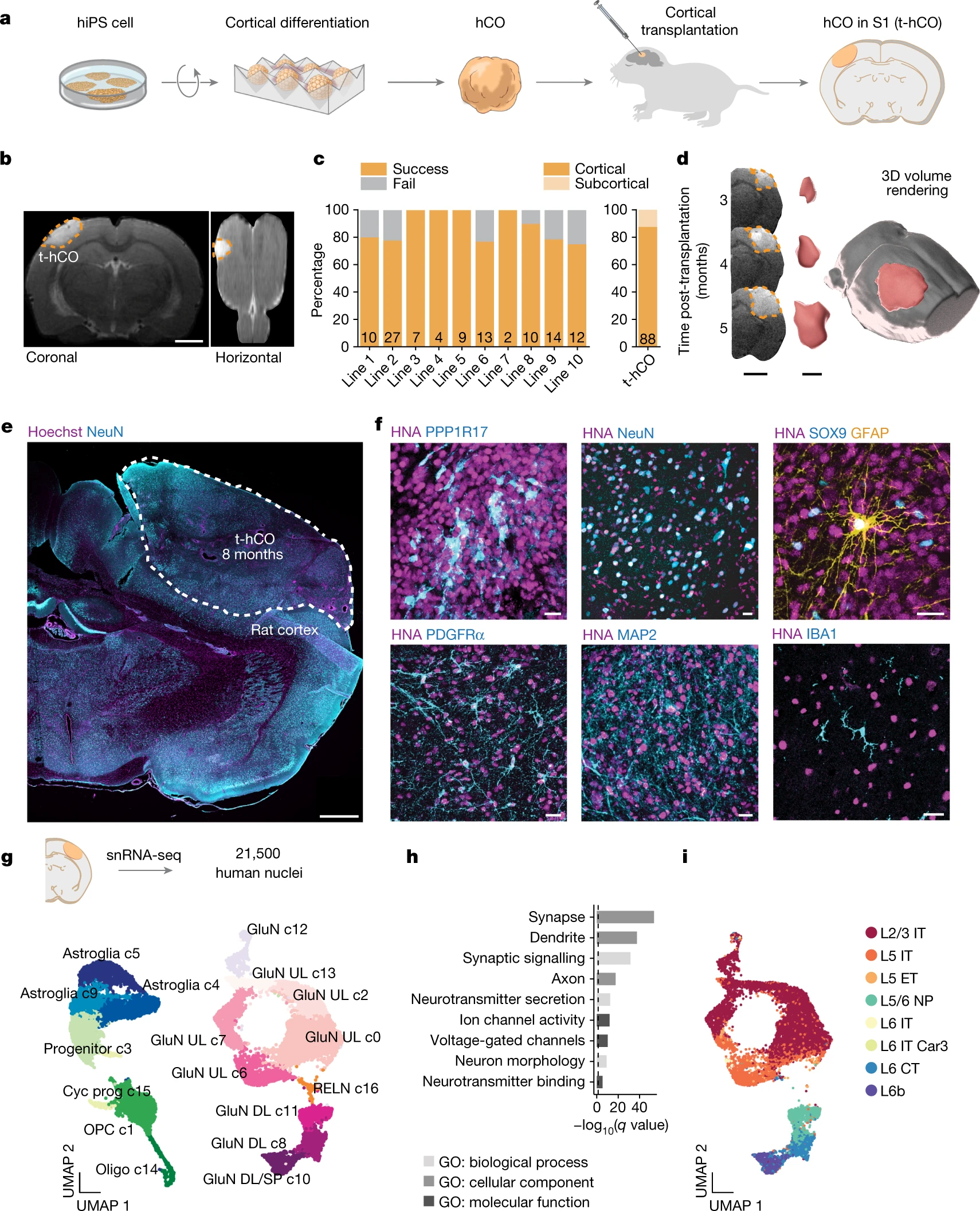
Трансплантація коркових органоїдів людини в кору головного мозку щурів, що розвивається

##### Тканинна інженерія та регенеративна медицина
Церебральні органоїди є перспективними для регенеративної медицини, особливо в контексті травм головного мозку та дегенеративних розладів.

У 2021 році було показано, що церебральні органоїди можуть відновити функцію в уражених травмою ділянках головного мозку. У 2022 й 2023 роках кілька досліджень показали, що органоїди людського мозку були успішно інтегровані з зоровою системою дорослого щура після трансплантації у великі пошкоджені порожнини зорової кори. Ще одне дослідження 2023 року, опубліковане в npj Regenerative Medicine, показало успішне відновлення функції враженої інсультом ділянки мозку миші після інтеграції в неї мозкового органоїд:
"...Через кілька місяців ми виявили, що трансплантовані органоїди добре вижили в ураженому інфарктом ядрі, диференціювалися в цільові нейрони, відновлювали інфарктну тканину, посилали аксони до віддалених мішеней мозку та інтегрувалися в нейронний ланцюг господаря, тим самим усуваючи сенсомоторні дефекти поведінки мишей, які перенесли інсульт, тоді як трансплантація дисоційованих окремих клітин з органоїдів не привела до відновлення ураженої інфарктом тканини."
Також, дослідження 2023 року продемонструвало виробництво in vitro та in vivo мієлінізуючих олігодендроцитів із культури нейроепітеліальних стовбурових (lt-NES) клітин (отриманих в людських іПСК), яка також дає початок нейронам зі здатністю інтегруватися в пошкоджені інсультом коркові мережі дорослих щурів та мієлінізувати демієлінізовані аксони щура. Це відкриває нові можливості в лікуванні нейродегенеративних захворювань з порушенням мієлінізації нервових волокон.
Див. також — Інженерія нервової тканини, Тканинна інженерія, Регенеративна медицина.

##### Розуміння біології розвитку
Церебральні органоїди є безцінними інструментами для вивчення різних аспектів розвитку людського мозку. Дослідники, серед іншого, можуть досліджувати:
- Нейрогенез: органоїди дозволяють спостерігати за диференціюванням нервових стовбурових клітин і формуванням різних підтипів нейронів.[248][250]
- Аксональне наведення[en]: як аксони ростуть і переміщуються до цільових областей під час розвитку мозку.[251]
- Формування нейронних ланцюгів, ансамблів й мереж.[252][253]
- Гирифікація[en] (кортикальне згортання чи згортання кори) — це процес формування характерних складок кори головного мозку.[254][255][256]
- Клітинні взаємодії: церебральні органоїди полегшують вивчення клітинних взаємодій, у тому числі за участю нейронів, гліальних клітин і кровоносних судин.[257][258][259]

##### Органоїдний інтелект
Органоїдний інтелект (ОІ) — це нова міждисциплінарна галузь, зосереджена на розробці біологічних обчислень із використанням органоїдів мозку і технологій нейрокомп'ютерного інтерфесу. Біобчислювальні системи на основі OI мають потенціал для швидшого прийняття рішень, безперервного навчання під час виконання завдань і більшої ефективності використання енергії та обчислення даних, ніж обчислення на основі кремнієвих транзисторів та штучного інтелекту. Розвиток OI може покращити наше розуміння розвитку мозку, навчання, пам’яті та, потенційно, може допомогти знайти лікування неврологічних розладів, таких як деменція чи аутизм.
OI включає збільшення церебральних органоїдів у складні, міцні 3D-структури, збагачені клітинами та генами, пов’язаними з навчанням, підключення їх до пристроїв введення та виведення наступного покоління та систем ШІ/машинного навчання. Для цього потрібні нові моделі, алгоритми та технології інтерфейсу, щоб спілкуватися з органоїдами мозку, розуміти, як вони навчаються та обчислюють, а також обробляти та зберігати величезні обсяги даних, які вони генерують.
Крім того, використання таких органоїдів, які можуть розвинути відчуття та, ймовірно, в подальшому, свідомість, є предметом дискусій в нейроетиці та біоетиці.
Також досліджується апаратний підхід штучного інтелекту, який використовує адаптивне резервуарне обчислення біологічних нейронних мереж в органоїді мозку. У цьому підході, який називається Brainoware, обчислення виконуються шляхом надсилання та отримання інформації від органоїда мозку за допомогою матриці мікроелектродів високої щільності. Застосовуючи просторово-часову електричну стимуляцію, досягається нелінійна динаміка та властивості запам’ятовування, а також неконтрольоване навчання на основі тренувальних даних шляхом зміни функціональних зв’язків в органоїдах. Був продемонстрований практичний потенціал цієї методики, використовуючи її для розпізнавання мовлення та прогнозування нелінійних рівнянь у системі резервуарних обчислень.

### Органоїд кишки

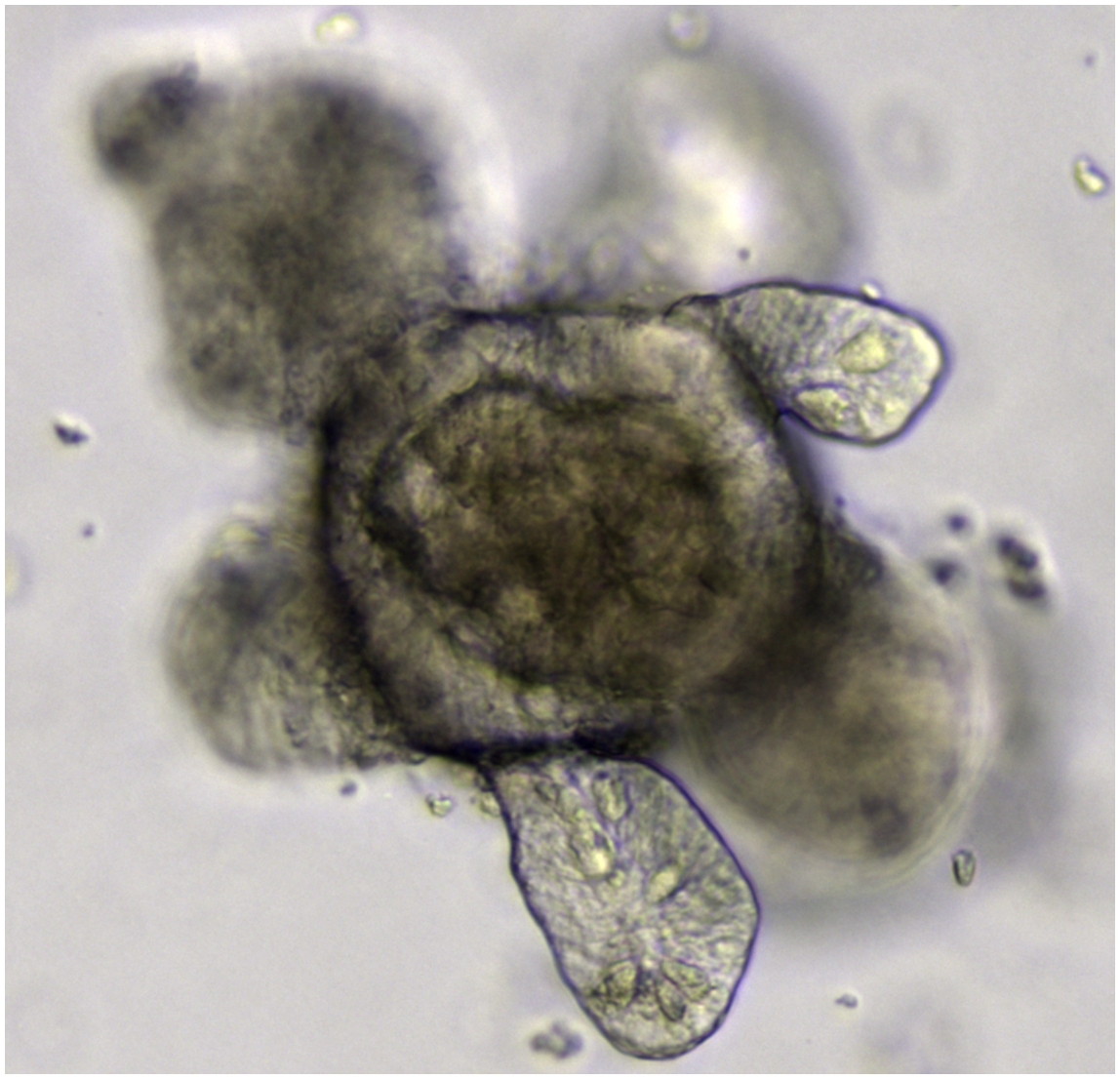
Кишковий органоїд, вирощений зі стовбурових клітин Lgr5+

Кишкові органоїди зазвичай отримують із плюрипотентних стовбурових клітин або стовбурових клітин дорослої тканини. Ці 3D-структури складаються з різних типів клітин, знайдених у кишці людини, включаючи ентероцити, келихоподібні клітини, ентероендокринні клітини та клітини Панета. Кишкові органоїди, зазвичай, складаються з одного шару поляризованих кишкових епітеліальних клітин, що оточують центральний просвіт, і повторюють структуру крипт-ворсинок кишки, та його функції, фізіологію та організацію, зберігаючи всі типи клітин, які зазвичай зустрічаються в структурі, включаючи стовбурові клітини кишки. Таким чином, кишкові органоїди є цінною моделлю для вивчення кишкового транспорту поживних речовин, всмоктування та доставки ліків, наноматеріалів і наномедицини, секреції гормону інкретину та інфікування різними ентеропатогенами.
Однією з сфер дослідження кишкових органоїдів є дослідження ніші стовбурових клітин. Кишкові органоїди використовувалися для вивчення природи ніші кишкових стовбурових клітин, і дослідження, проведені з ними, продемонстрували позитивну роль IL-22 у підтримці кишкових стовбурових клітин, разом із демонстрацією ролі інших типів клітин, таких як нейрони та фібробласти в підтримці стовбурових клітин кишечника.
У галузі інфекційної біології були досліджені різні модельні системи кишкових органоїдів. З одного боку, органоїди можуть бути інфіковані масово, просто змішавши їх із цікавим ентеропатогеном. Однак для моделювання інфекції більш природним шляхом, починаючи з просвіту кишечника, необхідна мікроін’єкція збудника. Крім того, полярність кишкових органоїдів можна інвертувати, і їх навіть можна розділити на окремі клітини та культивувати як двовимірні моношари для того, щоб апікальна та базолатеральна сторони епітелію були легше доступні.
Кишкові органоїди також продемонстрували терапевтичний потенціал в лікуванні цукрового діабету, коли науковці перетворили клітини органоїда кишки у бета-клітини підшлункової залози, що продукують інсулін.

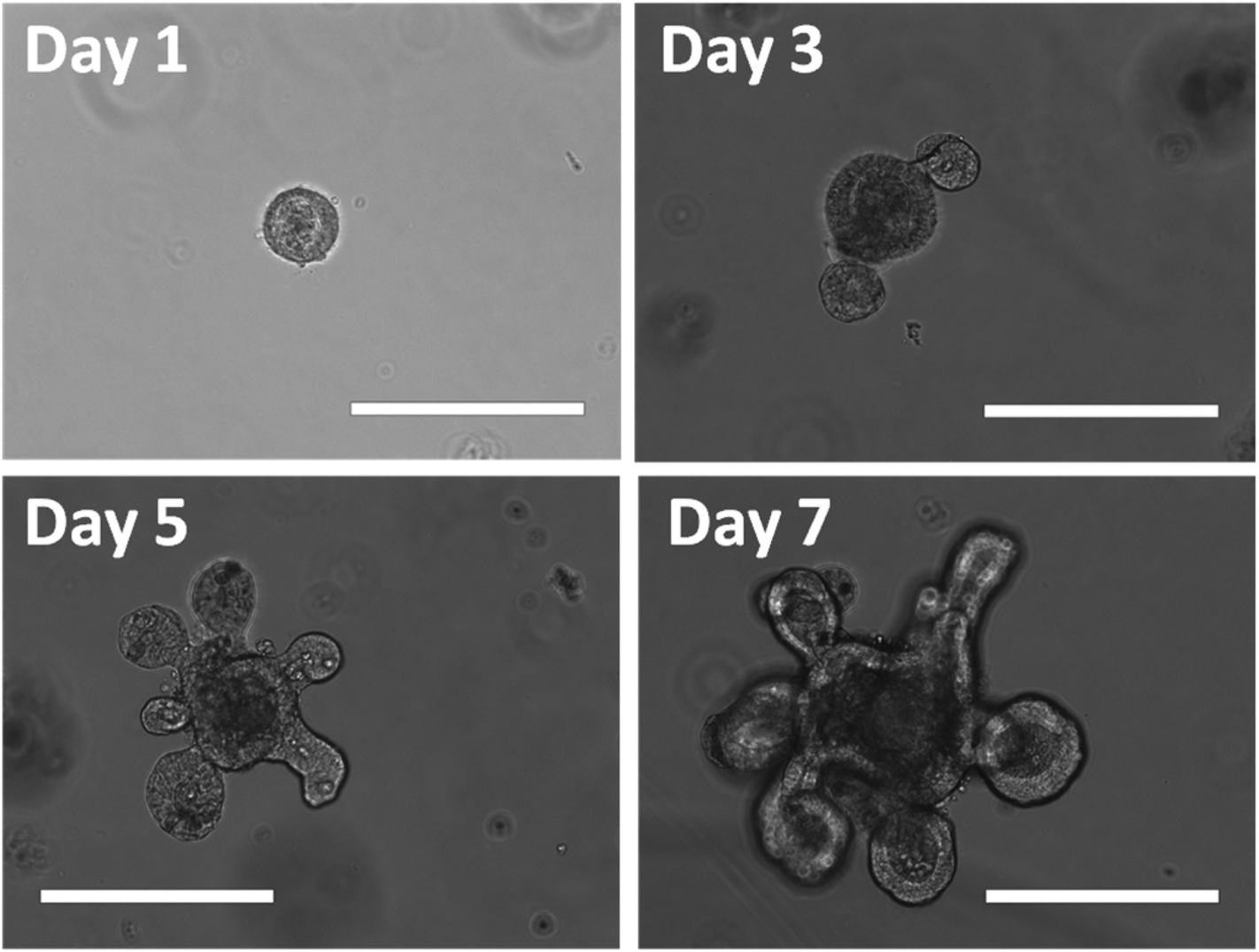
Кишковий органоїд виростає за 7 днів. Масштабні смуги становлять 200 мкм.

Для більш точної рекапітуляції кишечника in vivo були розроблені спільні культури кишкових органоїдів та імунних клітин. Крім того, моделі «орган-на-чипі» поєднують кишкові органоїди з іншими типами клітин, такими як ендотеліальні або імунні клітини, а також перистальтичний потік.

#### Застосування
- Розуміння розвитку та фізіології: кишкові органоїди дають змогу зрозуміти розвиток[291], структуру[292] та фізіологію[293] кишечника людини. Дослідники можуть вивчати такі процеси, як диференціація клітин[294], оновлення епітелію[295], розвиток імунної системи кишки[296] та ніші стовбурових клітин[297], поглинання поживних речовин[277], взаємодія хазяїна та мікроба[298][299][300][301], та багато інших.[302][303][304]
- Моделювання захворювань. Дослідники використовують кишкові органоїди для моделювання різноманітних шлунково-кишкових захворювань[en][305], включаючи запальні захворювання кишечника[en][306][307][308][309], муковісцидоз[310][311][312][313] та інфекційні захворювання[314][315][316], такі як норовірус[317][318], ротавірус[319] та ін. Вводячи специфічні для захворювання мутації або патогени, вчені можуть вивчати механізми захворювання та тестувати можливі методи лікування.
- Скринінг і розробка ліків: фармацевтичні компанії та дослідники використовують кишкові органоїди для оцінки безпеки та ефективності препаратів-кандидатів для шлунково-кишкових розладів. Ці моделі пропонують фізіологічно відповідну систему для скринінгу потенційних терапевтичних засобів.[320][321][322]
- Персоналізована медицина: кишкові органоїди, отримані з клітин пацієнтів, можна використовувати для вивчення індивідуальних реакцій на ліки та хвороби. Цей підхід є перспективним для пристосування лікування до конкретних пацієнтів.[312][313][323][324]
- Регенеративна медицина: Органоїдна терапія заснована на культивуванні in vitro з подальшим відбором і розмноженням здорових кишкових стовбурових клітин з метою трансплантації в слизову оболонку кишечника людини. Трансплантовані кишкові органоїди можна застосовувати для сприяння регенерації епітелію та відновлення нормальної фізіології кишечника.[307][309][325]
- Дослідження токсикології та фармакокінетики. Кишкові органоїди використовуються в токсикологічних дослідженнях для оцінки впливу хімічних речовин і токсинів на кишечник[326][327], а також фармакокінетику і метаболізм лікарських засобів[328][329].

### Органоїд шлунка
Шлункові органоїди принаймні частково повторюють фізіологію шлунка. Органоїди шлунка були створені безпосередньо з плюрипотентних стовбурових клітин шляхом тимчасових маніпуляцій сигнальними шляхами FGF, WNT, BMP, ретиноєвої кислоти та EGF в умовах тривимірної культури. Перші шлункові органоїди також були створені з використанням LGR5, що експресує дорослі стовбурові клітини шлунка.
Органоїди шлунка використовувалися як модель для вивчення нормального та патологічного розвитку, та раку.

### Органоїд печінки
Органоїди печінки повторюють структурні та функціональні особливості печінки, включаючи гепатоцити та епітеліальні клітини жовчних шляхів.

#### Застосування
- Моделювання захворювань. Органоїди печінки використовуються для моделювання широкого спектру захворювань печінки[en][98][332][333][334], включаючи вірусний гепатит[335][336][337], неалкогольну жирову хворобу печінки[338][339][340][341], генетичні захворювання печінки[342][343], медикаментозне ураження печінки[344][345], травми печінки[en][346], рак печінки[347][348][349][350] та інші.
- Скринінг і розробка ліків: фармацевтичні компанії використовують органоїди печінки для оцінки токсичності[351][352] й ефективності препаратів-кандидатів, та їх метаболізму в печінці.[334][353][354][355] Ці моделі забезпечують фізіологічно релевантну систему для оцінки метаболізму ліків, гепатотоксичності та взаємодії ліків.
- Регенеративна медицина: органоїди печінки пропонують платформу для досліджень регенерації печінки[346][356][357], та трансплантації печінкових органоїдів[357][358] і біоштучних пристроїв печінки[359][360].
- Персоналізована медицина: органоїди печінки, отримані з клітин пацієнта, дають змогу використовувати персоналізовані підходи до медицини. Використовуючи власні клітини пацієнта для створення органоїдів, дослідники можуть перевіряти реакцію на ліки та розробляти індивідуальні методи лікування захворювань печінки.[349][350]
- Дослідження розвитку печінки: органоїди печінки дають змогу зрозуміти розвиток печінки та органогенез. Дослідники можуть досліджувати процеси диференціації гепатобластів, формування жовчних проток і дозрівання печінки.[99][361]
- Токсикологічні дослідження: ці органоїди є цінними інструментами для вивчення впливу токсинів, хімічних речовин та інших ксенобіотиків на печінку. Вони можуть допомогти визначити потенційну небезпеку та оцінити безпеку різних сполук.[362][363]

### Органоїд підшлункової залози
Органоїди підшлункової залози відтворюють клітинне різноманіття та функціональність підшлункової залози, включаючи типи ендокринних та екзокринних клітин, й стромальних компонентів. Органоїди підшлункової залози дають цінну інформацію про розвиток підшлункової залози, моделювання захворювань, тестування ліків і відкривають цінні можливості для регенеративної медицини.

#### Застосування
- Моделювання захворювань: Органоїди підшлункової залози відіграли важливу роль у вивченні захворювань підшлункової залози[104], таких як цукровий діабет[365][366], панкреатит[367][368], муковісцидоз[367][369] і рак підшлункової залози[370][371][372][373]. Дослідники можуть індукувати мутації, специфічні для захворювання, або піддавати органоїди впливу середовища, пов’язаного з епігеномними змінами при захворюваннях, щоб зрозуміти механізми захворювання.
- Скринінг ліків: фармацевтичні компанії використовують органоїди підшлункової залози, які можуть точніше передбачати реакцію на ліки, ніж традиційні двовимірні клітинні культури, допомагаючи ідентифікувати потенційні терапевтичні засоби.[374][375][376][377][378]
- Регенеративна медицина: органоїди підшлункової залози можуть бути джерелом клітин-попередників підшлункової залози для трансплантації, потенційно забезпечуючи лікування цукрового діабету 1 типу, відновлюючи популяцію острівців Лангерганса з бета-клітинами, продукуючих інсулін, в тілі.[365][379][380][381][382][383][384][385] (див. також Трансплантація підшлункової залози) Також, дослідження 2023 року показало можливість оптогенетичного[en] контролю виділення інсуліну трансплантованими миші органоїдами підшлункової залози.[386]
- Персоналізована медицина: Органоїди підшлункової залози, отримані зі специфічних клітин пацієнта, дозволяють використовувати підходи до персоналізованої медицини. Дослідники можуть перевірити реакцію на ліки на органоїдах, створених із власних клітин пацієнта, пристосовуючи лікування до індивідуальних потреб.[373][387][388]

### Органоїд нирок

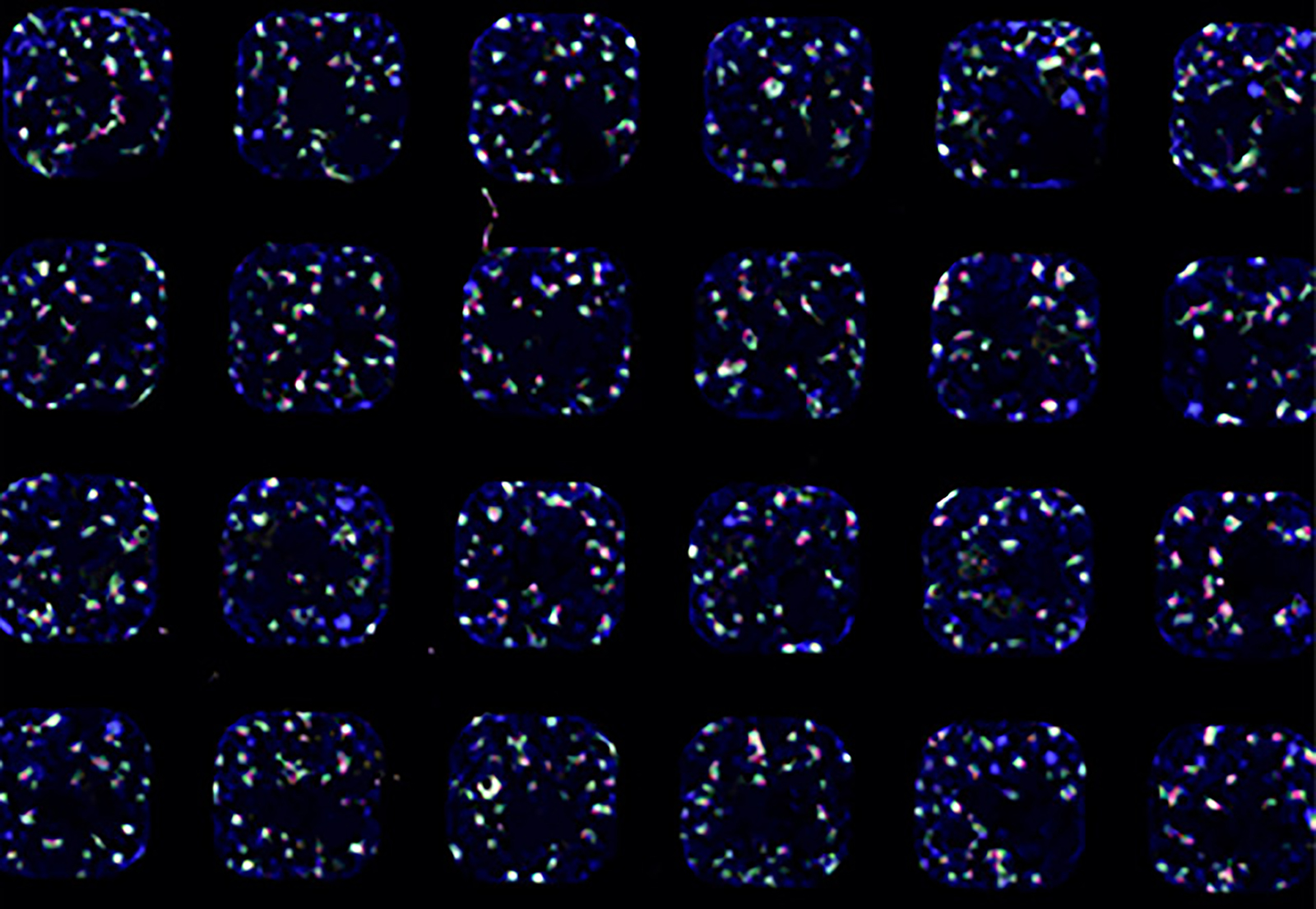
Пластина з тестовими камерами, що містять органоїди нирок, які були створені роботами зі стовбурових клітин людини.

Органоїди нирок імітують нефронові структури нирки, включаючи клубочки та ниркові канальці.

#### Застосування
- Біологія розвитку: органоїди нирок дозволяють вивчати розвиток і диференціювання нирок, проливаючи світло на молекулярні механізми, які керують формуванням і функцією нирок.[392][393][394]
- Моделювання захворювань: Дослідники використовують органоїди нирок для вивчення захворювань, пов’язаних з нирками[395][396][397], таких як полікістоз нирок[398][399], нефротичний синдром[400][401][402], вроджені захворювання нирок[403] та ін. Впроваджуючи специфічні для захворювання мутації або клітини, отримані від пацієнтів, вчені отримують уявлення про механізми захворювання та потенційні методи лікування.
- Скринінг і розробка ліків.[404][405]
- Випробування на нефротоксичність: органоїди нирок використовуються для оцінки нефротоксичності ліків і хімічних речовин, що допомагає ідентифікувати речовини, які можуть пошкодити нирки.[406][393][407]
- Персоналізована медицина: використовуючи клітини, отримані від пацієнтів, дослідники прагнуть розробити персоналізоване лікування, максимально ефективне для конкретного пацієнта.[408][409]
- Регенеративна медицина[410][411] та трансплантації нирок[412][413][405][414]. Щоб підвищити функціональність органоїдів нирок, зусилля зосереджені на покращенні васкуляризації та інтеграції з тканиною господаря, що зробить їх більш придатними для трансплантації та регенеративної медицини.

### Органоїд легень
Органоїди легень – це складні тривимірні моделі in vitro, які імітують структуру та функцію легенів людини чи тварин. Ці мініатюрні структури стали безцінними інструментами для різноманітних біомедичних застосувань, пропонуючи уявлення про розвиток легень, моделювання захворювань, скринінг ліків і потенційну регенеративну терапію.
Легеневі органоїди, зазвичай, утворюють з індукованих плюрипотентних, ембріональних і дорослих стовбурових клітин. Сигнальні шляхи TGF-β/BMP/SMAD, FGF і Wnt/β-катеніну підтримують розвиток легеневих органоїдів. Легеневі органоїди містять різноманітність клітин легенів, включаючи клітини бронхів, альвеол та різні типи клітин, такі як епітеліальні, мезенхімальні та імунні клітини.

#### Застосування
- Моделювання захворювань: Дослідники використовують легеневі органоїди для вивчення захворювань легенів[106], включаючи хронічне обструктивне захворювання легень (ХОЗЛ)[423][424], ідіопатичний легеневий фіброз[425], респіраторні інфекції[426], муковісцидоз[427], рак легень[428] та ін. Впроваджуючи специфічні для хвороби мутації або піддаючи органоїди дії факторів, пов’язаних із хворобою, вчені отримують уявлення про механізми хвороби. Також, легеневі органоїди відіграють важливу роль у вивченні респіраторних інфекцій, таких як грип[429] і SARS‐CoV‐2[429][430][431]. Вони створюють контрольоване середовище для дослідження взаємодії вірусу та господаря та тестування противірусних методів лікування.
- Скринінг ліків та персоналізована медицина[432][433][434][435][436][437]
- Регенеративна медицина. Легеневі органоїди є перспективними для регенеративної медицини, зокрема у відновленні пошкодженої легеневої тканини. Дослідники прагнуть створити функціональну легеневу тканину для трансплантації, що потенційно принесе користь пацієнтам із термінальною стадією захворювань легенів.[438][439]

### Органоїд серця
Органоїди серця — це складні тривимірні структури, створені для повторення архітектури та функції серця. Серцеві органоїди зазвичай створюють із плюрипотентних стовбурових клітин людини, таких як індуковані плюрипотентні стовбурові клітини або ембріональні стовбурові клітини. Ці органоїди мають на меті імітувати складність людського серця, включаючи різні типи клітин, такі як кардіоміоцити, фібробласти, перицити та ендотеліальні клітини. Епікардіоіди — новітні моделі серцевих органоїдів, що імітують структуру як міокарда, так і епікарда.

#### Застосування
- Моделювання розвитку та захворювань: Дослідники використовують серцеві органоїди для вивчення нормального розвитку[444] та моделювання різних захворювань серця[445][446], таких як кардіоміопатії[447][448], вроджені вади серця[449][450], аритмії[451], інфаркт міокарда[452], серцева недостатність[453] та інших[454]. Впроваджуючи специфічні для захворювання генетичні мутації або використовуючи клітини, взяті у пацієнтів, вчені отримують уявлення про механізми захворювання та потенційні терапевтичні цілі.
- Скринінг і розробка ліків.[455][456][457]
- Регенеративна медицина: Серцеві органоїди досліджуються на предмет можливості активації сигнальних шляхів, відповідальних за регенерацію в серці[441][455][458], а також через їхній потенціал у безпосередньому відновленні пошкодженої тканини серця, наприклад, після інфаркту міокарда[82]. Досягнення належної васкуляризації та інтеграції з тканиною господаря має важливе значення для функціональності серцевих органоїдів. Дослідники зосереджуються на вдосконаленні цих аспектів, щоб зробити їх більш придатними для трансплантації та регенеративної терапії.[442]
- Електрофізіологічні дослідження: Серцеві органоїди забезпечують платформу для електрофізіологічних досліджень, допомагаючи зрозуміти порушення серцевого ритму. Ці моделі дозволяють дослідникам досліджувати, як кардіоміоцити скорочуються та електрично спілкуються.[459][460][461]

### Органоїди сітківки

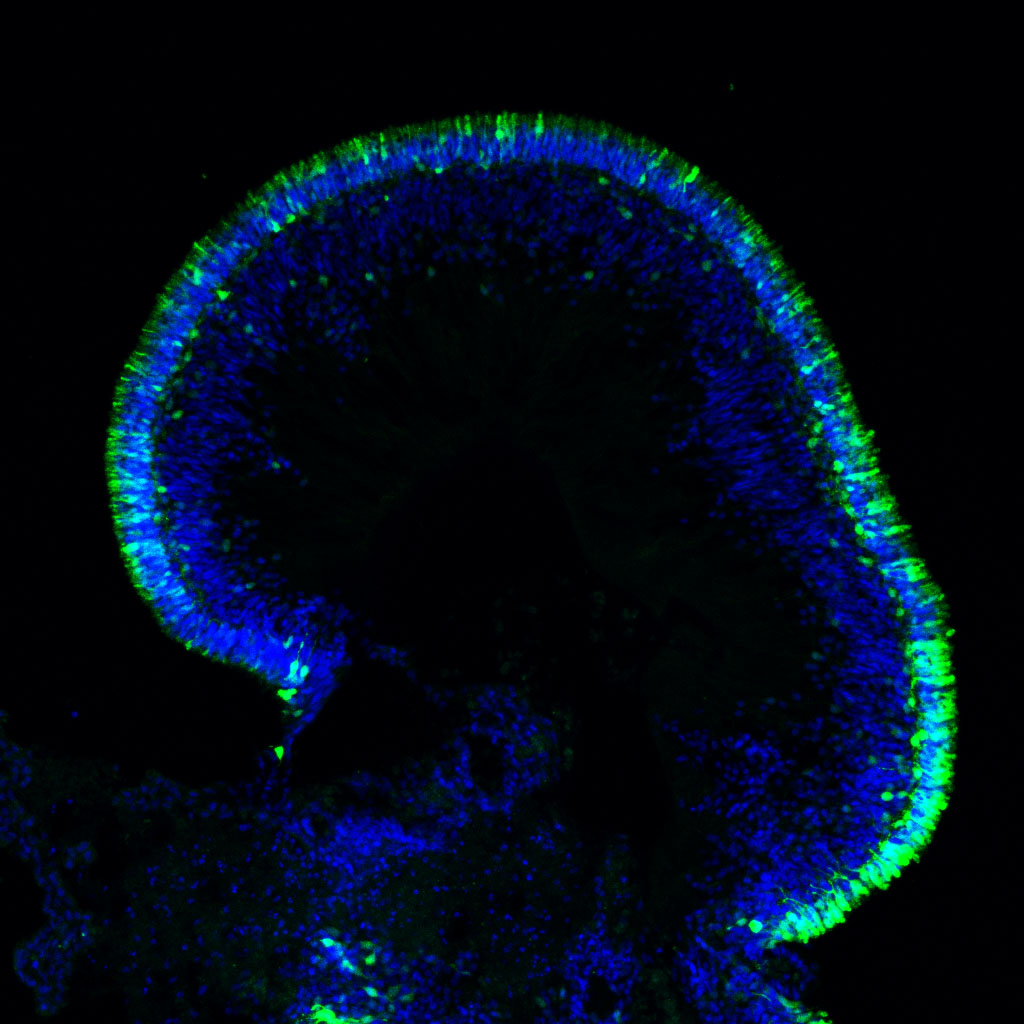
Органоїд сітківки

Органоїди сітківки — це тривимірні in vitro моделі сітківки людини, які пропонують цінну платформу для вивчення розвитку сітківки, захворювань і потенційних терапевтичних втручань.
Органоїди сітківки також отримують із плюрипотентних стовбурових клітин, таких як індуковані плюрипотентні стовбурові клітини або ембріональні стовбурові клітини. Вони повторюють складну структуру сітківки людини, включаючи різні типи клітин сітківки, такі як фоторецептори, гангліозні клітини сітківки та глія Мюллера.

#### Застосування
- Моделювання захворювань. Дослідники використовують органоїди сітківки для моделювання різних захворювань сітківки[469][470], включаючи пігментний ретиніт[471][472][473][474][475], вікову дегенерацію жовтої плями (макулодистрофія)[476][477], глаукому[478][479] та інші. Завдяки таким органоїдам, вчені можуть отримати уявлення про механізми захворювання та перевірити потенційні методи лікування.
- Скринінг і розробка ліків, токсикологічні дослідження.[480][481][481][482] Також, органоїди сітківки та органоїди-на-чипі сітківки використовуються для моделювання внутрішньоочної доставки ліків.[483]
- Регенеративна медицина: Науковці досліджують можливість трансплантації клітин сітківки, отриманих з органоїдів, пацієнтам з захворюваннями сітківки для відновлення зору.[484][485][486][487][488] Також, деякі дослідження вивчають використання органоїдів сітківки для дослідження регенерації зорового нерва, що є складним аспектом лікування нейропатій зорового нерва. Відновлення зору в пацієнтів, які осліпли внаслідок пізніх нейропатій зорового нерва, потребує технологій, які можуть або врятувати пошкоджені та запобігти подальшій дегенерації гангліозних клітин сітківки, або замінити втрачені гангліозні клітини, — і органоїди сітківки є перспективним джерелом цих клітин.[489][490][491] Також, у 2023 році було представлено прецизійну роботизовану платформу культур клітин Cell X для ефективного виробництва специфічних для пацієнта іПСК і органоїдів сітківки, демонструючи потенціал для клінічного конвеєрного виробництва іПСК для аутологічної заміни клітин сітківки.[80]
- Редагування генів: Інструмент редагування генів CRISPR-Cas9 застосовується до органоїдів сітківки для виправлення хвороботворних мутацій або введення певних генетичних модифікацій. Це дозволяє вивчати функцію генів і потенційні методи редагування генома та генотерапії при офтальмологічних патологіях.[471]

### Органоїд язика
Язикові (лінгвальні) органоїди — це органоїди, які повторюють, принаймні частково, аспекти фізіології язика. Епітеліальні язикові органоїди були створені з використанням BMI1, що експресують епітеліальні стовбурові клітини в умовах тривимірної культури за допомогою маніпуляції з EGF, WNT і TGF-β. Однак ця органоїдна культура не має смакових рецепторів, оскільки ці клітини не виникають із епітеліальних стовбурових клітин, що експресують Bmi1. Органоїди язикової смакової бруньки, що містять смакові клітини, однак, були створені з використанням стовбурових/прогеніторних клітин LGR5+ або CD44+ тканини циркумваллятного (CV) сосочка. Ці органоїди смакових рецепторів були успішно створені безпосередньо з ізольованих стовбурових клітин/клітин-попередників, що експресують смак Lgr5- або LGR6. і опосередковано, через виділення та подальше культивування тканини циркумваллятного сосочка, що містить Lgr5+ або CD44+ стовбурові клітини/клітини-попередники. Суспензійно-культивовані органоїди можуть забезпечити ефективну модель для імітації смакових рецепторів in vivo порівняно зі звичайними органоїдами культивованими в Matrigel.

### Інші типи органоїдів
- Вирощування in vitro ембріональної слинної залози миші для трансплантаціїЕпітеліальна тканина слинних залоз росте in vitroОрганоїд щитоподібної залози[496][497][498][499]
- Органоїд тимуса[500][501]
- Тестикулярний органоїд[502][503][504][505]
- Органоїд простати[506][507][508][509]
- Епітеліальний органоїд[510][511] (ендометрію матки[512], носу[513])
- Бластоїд[514]
- Ендометріальний органоїд[515][516][517] та асемблоїд[518]
- Органоїд судин[113]
- Органоїд шкіри[519]
- Органоїд гематоенцефалічного бар'єру[179][520][521][522]

Окрім органоїдів, останнім часом з’явилися інші більш складні 3D-моделі, які набувають великої популярності. Обробка тривимірних агрегатів стовбурових клітин Wnt призводить до порушення симетрії з подальшим поляризованим ростом щодо трьох ортогональних осей. Цей процес формує подовжені тривимірні структури, так звані «гаструлоїди».
Асемблоїди — це тривимірні системи клітинної культури, які є результатом інтеграції декількох типів органоїдів, або містять спеціалізовані типи клітин і демонструють особливості самоорганізації.

## Додаткова література

### Книги
- K. Paul, Manash, ред. (28 вересня 2022). Organoid Bioengineering - Advances, Applications and Challenges. Biomedical Engineering (англ.) 13. IntechOpen. ISBN 978-1-80355-768-7.
- Yahaya, Badrul Hisham, ред. (2022). Organoid Technology for Disease Modelling and Personalized Treatment. Stem Cell Biology and Regenerative Medicine (англ.) 71. Cham: Springer International Publishing, Springer Nature. ISBN 978-3-030-93055-4.
- Spence, Jason R., ред. (2020). Human Pluripotent Stem Cell Derived Organoid Models. Methods in Cell Biology (1st edition). Cambridge, MA San Diego, CA Oxford London: Academic Press, an imprint of Elsevier. ISBN 978-0-12-821531-9.
- Turksen, Kursad, ред. (2019). Organoids: stem cells, structure, and function. Methods in molecular biology. New York, NY: Humana Press, Springer. ISBN 978-1-4939-7616-4.

### Журнали
- Organoid
- Cell Stem Cell (сайт, Cell Press)
- Stem Cell Reports (сайт, Cell Press)

### Статті
- Vandana, J. Jeya; Manrique, Cassandra; Lacko, Lauretta A.; Chen, Shuibing (2023-05). Human pluripotent-stem-cell-derived organoids for drug discovery and evaluation. Cell Stem Cell 30 (5). doi:10.1016/j.stem.2023.04.011.
- Suhito, Intan Rosalina; Kim, Tae-Hyung (25 квітня 2022). Recent advances and challenges in organoid-on-a-chip technology. Organoid (англ.) 2. doi:10.51335/organoid.2022.2.e4.
- Lee, Hanbyeol. Trends in the global organoid technology and industry: from organogenesis in a dish to the commercialization of organoids :  [англ.] / Hanbyeol Lee, Jeong Suk Im, Da Bin Choi [et al.] // Organoid. — 2021. — Vol. 1 (15 July). — doi:10.51335/organoid.2021.1.e11.
- Corrò, Claudia. A brief history of organoids :  [англ.] / Claudia Corrò, Laura Novellasdemunt, Vivian S.W. Li // American Journal of Physiology-Cell Physiology. — 2020. — Vol. 319, no. 1 (1 July). — P. 151–165. — doi:10.1152/ajpcell.00120.2020.